# Densidade da Palavra-chave
Densidade da Palavras-chave (Keyword density) é a porcentagem de palavras em uma página da web que combina um jogo especifico de palavras-chave. No contexto Otimização para Sistemas de Busca a densidade da palavra-chave pode ser usado como fator para determinar se uma página da web tem ligação com uma palavras-chave específica ou frase de palavras-chave. 
Devido à facilidade de administrar densidade de palavras-chave os motores de Busca normalmente implementam outras medidas de relevância para prevenir que webmasters inescrupulosos possam criar spam de pesquisa utilizando práticas tais como usar grande quantidade de palavras-chave.